# Ryohei Michibuchi
Ryohei Michibuchi (道渕 諒平, Michibuchi Ryohei), né le 16 juin 1994, est un footballeur japonais qui évolue au poste de milieu de terrain.

## Biographie
Michibuchi commence sa carrière professionnelle en 2017 avec le club du Ventforet Kofu, club de J1 League. Le club relégué en J2 League à l'issue de la saison 2017. En 2019, il est transféré au Vegalta Sendai, club de J1 League. En 2021, il est transféré au Chungnam Asan FC, club de Championnat de Corée du Sud de deuxième division. 